# Фееринки
«Фееринки» — мультипликационный сериал, созданный студией «Агама Фильм», ориентированный на аудиторию 6-9 лет. С 2019 года компания Lizard Animation Corp. продюсирует создание сериала и развитие бренда «Фееринки» (Fairyteens TM).
Премьера в России состоялась в октябре 2019 года в детской вечерней передаче "Спокойной ночи, малыши!" на телеканале Россия-Культура.
Транслируется на каналах «Карусель», «Мульт» и на других телеканалах.
14 октября 2020 года вышло первое официальное приложение по мультсериалу — «3D раскраска для фей» или «Фееричная раскраска 3D».
16 декабря 2020 года вышло второе официальное приложение Фей.net, вставшее на первое место по установкам в 2021 году.

## Сюжет
Главные герои сериала — современные феи и эльфы — маленькие потомки могучих когда-то волшебниц и магов. Феи живут среди нас и стараются приносить пользу, оставаясь невидимыми для людей. Они сопровождают нас с детства, незаметно поддерживая в нас стремление к прекрасному, к гармонии и знаниям. Когда мы вырастаем, вырастают и они, становясь нашими музами, вдохновителями произведений искусства и научных открытий, покровителями наших умений и талантов.

## Герои
- Фантик — фея дружбы. 5-7 лет. Добрая, весёлая, наивная (в силу возраста), мудрая (в силу душевных качеств), безалаберная, забывчивая. Душа компании и всеобщая любимица, способная растопить эмоциональный лёд и настроить всех на позитивный лад. Может общаться с предметами, оживлять их и слышать их мысли. Очень редко грустит, никогда не злится, ко всем хорошо относится, любит помогать, спасать, защищать. Энергичная, любит подвижные игры и праздники.
- Бусинка — фея красоты. 9-12 лет. Сестра-близнец Буковки. Красотка, модница. Порой неуверенная в себе, ранимая, боязливая. Умеет преображать реальность, делая всё красивым.
- Буковка — фея знаний. 9-12 лет. Сестра-близнец Бусинки. Умная, серьёзная, лидер. У неё отлично развиты все виды мышления, кроме эмоционального интеллекта. Она склонна всё рационализировать, заумно говорить, искать эффективные способы решения проблем. Во всём этом ей помогает Буквофон — смартфон, наделённый искусственным интеллектом. Буковка буквально видит вещи насквозь благодаря взгляду-рентгену.
- Дрёма — фея снов. 14 лет. Подросток, бунтарка, строптивая, склонная к мистицизму, любит всё мрачное, тяжёлую музыку, тёмные цвета в одежде и интерьере. Любит провоцировать, троллить и подкалывать других. Дерзит старшим. От нечего делать выдувает сонные пузыри, возится с сонографом, на котором конструирует сны. Интересуется полуночным миром и лунной магией. В приливе эмоций может совершать плохие поступки и вставать на тёмную сторону. В то же время есть в Дрёме и другая субличность — хрупкая и романтичная, которая проявляется в отношениях с Эклером.
- Терция — фея Мгновения, наследная принцесса Феерии. 18 лет. Могущественная фея. Воспитанная в строгости, без нежности и поддержки. Ведёт себя строго, дистанцированно. У неё в голове много правил и разного рода установок. Впрочем, она и сама не всегда может им соответствовать: она бывает рассеянна, неуклюжа и нелепа. Терция очень амбициозна. Она мечтает спасти мир и доказать своей маме, что она чего-то стоит в этой жизни. Ходит всегда с магификатором — бездонной сумкой, в которой есть всё, что угодно, в том числе проектор Пророчества.

### Часто появляющиеся герои
- Эклер — эльф, звезда поп-музыки. 14-16 лет. Нарцисс, избалованный вниманием юноша, может выглядеть и вести себя как совершеннейший самовлюблённый идиот, однако на деле — неплохой парень, хотя и не семи пядей во лбу. Ему не чужды души прекрасные порывы и глубокое благородство, так что каждый раз, когда Дрёма оказывается в опасности, он с большим рвением кидается ей на помощь («Побег Дрёмы»), даже в тех случаях, когда всерьёз на неё обижен («Полуденный талисман»). Эклер самолюбив и независим, любит внимание и терпеть не может, когда им манипулируют, потому, когда Дрёма отвлекается на другие материи, Эклер начинает скучать, а когда она накладывает на него любовное заклинание, он почти смертельно на неё обижается. Однако Эклер не злопамятен. Он лёгкая натура и не может долго держать зло.

Эклер относится к тем 2 % эльфов, у которых есть магический дар. Однако в первом сезоне сериала ни он сам, ни его окружение об этом не знают.
- Диджит — эльф. 14-16 лет. Лучший друг Эклера. Умник, педант и, по определению Эклера, «зануда». В отличие от легкомысленного Эклера, Диджит — последовательный и ответственный. Верный товарищ, на которого всегда можно положиться.

Впервые появляется в эпизоде «Побег Дрёмы», помогает фееринкам и другу решить проблему с Дрёмой, застрявшей в трубах вентиляции, и мгновенно находит общий язык с Буковкой. Поначалу их общение кажется чисто интеллектуальным: они оба интересуются наукой. Однако в эпизоде «Они поменялись местами» Диджит видит Буковку при параде, и оказывается, что эмоции ему тоже не чужды.
- Фея Грэнни — впервые упоминается в эпизоде «Буря в доме». Немолодая фея (60 — 70 лет). Фея уюта. Была наставницей фееринок до Терции. На протяжении всего первого сезона Терция удерживает Грэнни в рамке иллюзий.
- Королева Амбиция — суровая, властная правительница Феерии. Мощная амбициозная волшебница и строгая мать, которая растила Терцию «в чёрном теле».

Лично королева Амбиция появляется впервые в одном из эпизодов первого сезона.
- Буквофон — впервые появляется в эпизоде «Буря в доме», но пока ещё не выглядит живым. Здесь он используется как справочное пособие, а потом Буковка выпускает из него значки, чтобы разрушить Дрёмин сонный пузырь. В эпизоде «Лучший друг Буковки» Буквофон действует уже как самостоятельный персонаж, пытаясь помочь Буковке справиться с бытовой жизнью и следя за тем, чтобы девочка, увлёкшись научными открытиями, не забыла поесть и не опоздала на уроки.

Буквофон — многофункциональное устройство, которое обладает всеми функциями смартфона (поиск в фейнете, вычисления и прочее), также может быть голосовым помощником и исполнять функции робота-помощника. Кроме того, в Буквофоне содержится множество неожиданных инструментов, с помощью которых можно что-нибудь открыть, взломать и т. п.
- Ботя — питомец Фантика. Впервые появляется в эпизоде «Эволюция видов». Фантик находит его, когда ищет потерявшуюся инфузорию. Оживляет и делает домашним питомцем. По повадкам похож на весёлого щенка. После «Эволюции видов» становится постоянным участником игр и забав Фантика. Ботя, как и Фантик, всё время хочет играть, из-за чего Фантик ещё больше отвлекается от своих задач.
- Сундук Феи Мерцания — Во время своего правления Фея Мерцания лишала власти многих злых фей. Их мощные и нередко коварные артефакты она отбирала и складывала в особое волшебное хранилище, которое представляет собой связанные между собой, подобно сообщающимся сосудам, волшебные сундуки. Эти сундуки сами обладают волшебными свойствами: их невозможно взломать, в них невозможно проникнуть, из них невозможно что-то вытащить по собственному почину, равно как невозможно в них что-то по собственному почину положить. В то же время иногда сундуки выдают в мир те или иные волшебные предметы.

В доме фееринок Сундук появляется в эпизоде «Волшебный сундук» и сразу показывает свой характер. Он очень дружелюбно ведёт себя с Фантиком, но когда остальные феечки пытаются его использовать, он дает жёсткий отпор. В 25-й серии изчез в опасной дыре.
- Инфузории — экспериментальные питомцы Буковки для проверки теории эволюции. Подопытные животные Буковки, пять штук. На них Буковка пытается проверить свои гипотезы относительно теории эволюции.

Инфузории живут в специальном аквариуме с термостатом. В процессе общения с Фантиком инфузории всё больше начинают себя проявлять как существа, наделённые разумом и волей.
У инфузории есть условные ручки и ножки, тельце и один большой глаз. Преимущественно они живут в воде, однако вполне могут существовать и даже передвигаться вне её.
- Королевские стражи — механическое устройство, действующее согласно заложенной программе. Стражи — нечто вроде роботов, исполняющих обязанности, схожие с правоохранительными. Тем не менее, определённые виды магии имеют на него влияние, например магия высоких каблуков заставляет стража подчиняться обладателю Туфель всевластия. Стражница — также механическое устройство, однако явно обладает собственным характером. Неравнодушна к моде и нарядам. Выполняет личные поручения королевы.
- Жители человеческой квартиры — в квартире живёт семья. Папа, мама, девятилетняя девочка. В кадре люди не появляются, однако можно услышать их голоса, увидеть следы жизнедеятельности, а также узнать про их жизнь из разговоров фееринок.
- Катя — 7-9 лет. Мечтательная девочка с богатой фантазией, живая, интересующаяся всем на свете, непосредственная, склонная эмоционально реагировать на жизненные обстоятельства. В начале первого сезона Катя идёт в новую школу и очень нервничает («Буря в доме»). В её жизни, как в жизни каждого ребёнка, есть не только приятные события, но и проблемы: то девочки в школе обижают Катю, то родители перестают её хвалить или что-то запрещают. Фееринки очень сочувствуют Кате и стараются помочь ей справиться со всеми сложностями.
- Мама Кати — около 31 года. Дизайнер в рекламном агентстве. Иногда, заваленная работой, она общается с дочерью меньше, чем им обеим хотелось бы. Но при первой же возможности с радостью проводит время с Катей.
- Папа Кати — около 40 лет. Учёный. Он весь в науке, часто уезжает на конференции, да и в остальные дни трудится допоздна. Однако всегда старается найти время, чтобы побыть с семьёй, и живо интересуется Катиными делами.

## Рейтинги и популярность
По результатам опроса зрителей канала «Карусель» от 4-45, мультсериал встал на 7 место по популярности.
На канале «Мульт», мультсериал занял 1 место по популярности.

### Бренд
В 2020 бренд «Фееринки» встал в пятёрку быстрорастущих франшиз.
Приложения «Фей. NET» и «Фееричная раскраска 3D» попали в ТОП-100 семейных приложений AppStore, где Фей. NET также смог получить 1-е место.

## Съёмочная группа

### Автор идеи
- Дмитрий Ловейко

### Сценарий
- Мария Терещенко
- Людмила Уланова
- Анастасия Бессонова
- Наталья Румянцева
- Екатерина Кожушаная
- Анна Чепайтене

### Режиссеры
- Наталья Березовая

### Режиссёры серий
- Артём Лукичёв
- Наталья Березовая
- Марина Нефёдова
- Анна Соловьёва
- Лела Хитарова
- Инга Коржнева

### Главный художник
- Александр Храмцов

### Художник-постановщик
- Максим Шаговиков

### Композитор
- Сергей Чекрыжов

### Текст песен
- Людмила Уланова

### Звукорежиссёр и саунд-дизайнер
- Борис Кутневич

### Песни исполняют
- Юлия Стеценко
- Елена Назарова
- Варвара Груздева
- Милена Беликова

## Роли озвучивали
| Актёр озвучивания  | Роль                                                                           |
| ------------------ | ------------------------------------------------------------------------------ |
| Лариса Брохман     | Дрёма, Мама Фантика, Грэнни, Королевский страж королевы, Полуночная феечка     |
| Ирина Киреева      | Терция, Фея Мерцания                                                           |
| Татьяна Абрамова   | Буковка и Бусинка                                                              |
| Маша Берёзовая     | Фантик (1—26 серии)                                                            |
| Екатерина Бей      | Фантик (27 серия)                                                              |
| Борис Кутневич     | Папа Кати, Папа Фантика, Второстепенные мужские роли                           |
| Светлана Зимина    | Мама Кати                                                                      |
| Екатерина Кутневич | Катя                                                                           |
| Антон Колесников   | Эклер, Второстепенные мужские роли                                             |
| Пётр Коврижных     | Диджит                                                                         |
| Диомид Виноградов  | Мужские роли (2, 3 и 10 серии), Фейфон (3 серия)                               |
| Прохор Чеховской   | Королевский страж короля, Гном, Фейфон (22 серия), Второстепенные мужские роли |

## Список эпизодов
Данный список, возможно, является правильной хронологией серий
| №  | Название                 | Дата премьеры на Youtube |
| -- | ------------------------ | ------------------------ |
| 1  | Буря в доме              | 01.10.2019               |
| 2  | Волшебный сундук         | 08.10.2019               |
| 3  | Новое платье Бусинки     | 07.04.2020               |
| 4  | Лучший друг Буковки      | 15.10.2019               |
| 5  | Талисман удачи           | 05.11.2019               |
| 6  | Ловушка для страха       | 19.11.2019               |
| 7  | Фантик спешит на помощь  | 10.12.2019               |
| 8  | Эволюция видов           | 03.03.2020               |
| 9  | Тайна Дрёмы              | 21.01.2020               |
| 10 | Чудо техники             | 28.04.2020               |
| 11 | Побег Дрёмы              | 16.06.2020               |
| 12 | (не) Нужные слова        | 19.05.2020               |
| 13 | Леденцы с капризами      | 29.09.2020               |
| 14 | Фееричная свечка         | 27.10.2020               |
| 15 | Высокие каблуки          | 01.12.2020               |
| 16 | Спиральное волшебство    | 29.12.2020               |
| 17 | Разноцветные очки        | 16.02.2021               |
| 18 | Как улучшить фею         | 16.03.2021               |
| 19 | Они поменялись местами   | 20.04.2021               |
| 20 | Потайная мысль           | 26.01.2021               |
| 21 | Зеркальце для Бусинки    | 25.05.2021               |
| 22 | Любовное заклинание      | 07.09.2021               |
| 23 | Лабиринт Феи Мерцания    | 22.06.2021               |
| 24 | Волшебное кресло         | 27.07.2021               |
| 25 | Полуденный талисман      | 12.10.2021               |
| 26 | Пророчество Феи Мерцания | 09.11.2021               |
| 27 | Таинственные гости       | 09.09.2022               |

## Награды
- Шорт-лист фестиваля: Hsin-Yi Children’s Animation Awards (Тайпей, Тайвань 2018)
- Лучший сериал: Открытый российский фестиваль анимационного кино (Суздаль, Россия 2018)
- Проект-номинант: Национальная анимационная премия «Икар» (Москва, Россия 2018)
- Лауреат I степени в номинации «Лучший анимационный фильм» (эпизод «Лучший друг Буковки»): Международный кинофестиваль Отцы и Дети (Орёл, Россия 2019)
- Проект-номинант: (эпизод «Талисман удачи») Национальная анимационная премия «Икар» (Москва, Россия 2019)
- Скрининг: Annecy International Animation Film Festival and Market (Анси, Франция 2019)
- Скрининг: «MIPCOM» (Канны, Франция 2019)
- Скрининг: 8-й Ежегодный фестиваль мультфильмов (Москва, Россия 2019)
- Проект-номинант (эпизод «Ловушка для страха»): Национальная анимационная премия «Икар» (Москва, Россия 2020)
- Проект-номинант (эпизод «Высокие каблуки»): Национальная анимационная премия «Икар» (Москва, Россия 2021)
- Шорт-лист фестиваля (эпизод «Эволюция видов»): International Animation Festival AJAYU — Peru (Перу, 2021)
- Лауреат фестиваля (эпизод «Эволюция видов»): Seoul International Cartoon & Animation Festival (SICAF) (Сеул, 2021)